# Jimmy Shergill
Jimmy Shergill (Punjabi:ਜਿੰਮੀ ਸ਼ੇਰਗਿਲ), de son vrai nom Jasjit Singh Shergill, est un acteur indien né le 3 décembre 1970 à Gorakhpur dans le Uttar Pradesh (Inde) il a percé au cinéma grâce à ses rôles dans Maachis et Mohabbatein.
Il a depuis joué dans de nombreux films à succès comme Munna Bhai M.B.B.S., Hum Tum, Eklavya, My Name Is Khan, Tanu Weds Manu. Il apparaît dans des productions de Bollywood ainsi que dans des films punjabi.

## Biographie personnelle
Jimmy Shergill est né au sein d'une famille sikhs punjabies typiques Indiennes à Gorakhpur, quelques années plus tard sa famille retourne au Punjab où il fréquente le lycée Birkram. Très vite il déménage à Mumbai pour se lancer dans l'industrie de bollywood.
En 2001 Jimmy Shergill épouse la mannequin Priyanka Puri, le couple a un fils qui se prénomme Veer . 

## Carrière

### Débuts (1996-2002)
Après avoir débuté avec Maachis (1996), film de Gulzar sur les troubles qui agitent le Punjab dans les années 1980, il est remarqué dans le blockbuster Mohabbatein (Aditya Chopra, 2000). Puis il tourne dans de nombreux films : Dil Hai Tumhaara, Kehta Hai Dil Bar Bar, Mere Yaar Ki Shaadi Hai, Dil Vil Pyar Vyar, Kehtaa Hai Dil Baar Baar qui passent inaperçues au box-office.

### Succès (2004-present)
Il choisit souvent des films à thématique forte tels Haasil (2003) de Tigmanshu Dhulia sur la violence dans les campus qui le révèle aux critiques.
La même année l'acteur est à l'affiche de la comédie Munna Bhai M.B.B.S., succès surprise au box-office.
L'année suivante Jimmy Shergill donne la réplique à Saif Ali Khan dans le hit Hum Tum ou le film d'action Agnipankh succès populaire.
En 2005 il séduit la critique grâce à ses interprétations dans ou Yahaan (2005) de Shoojit Sircar où il interprète un soldat découvrant la triste réalité de la guerre civile au Cachemire ou Silsiilay .
Puis en 2006, il se retrouve à l'affiche de deux films qui vont marquer les esprits. Dans la comédie  Tom, Dick, and Harry succès relatif au box-office il fait équipe avec Dino Morea et Anuj Sawhney et Lage Raho Munna Bhai (2006), comédies dans lesquelles le réalisateur Rajkumar Hirani met en évidence avec légèreté et succès les valeurs gandhiennes.
L'année suivante  il fait partie de la distribution prestigieuse de Eklavya de Vidhu Vinod Chopra aux côtés de Amitabh Bachchan, Sharmila Tagore et Saif Ali Khan le film est un très grand succès commercial, d'autres films suivront au cours de l'année qui connaitrons seul un succès d'estime. 
Il connaît de nouveau le succès critique et commercial avec un film sur le terrorisme, A Wednesday! (2008) de Neeraj Pandey, puis avec My Name Is Khan (2010), blockbuster de Karan Johar où il interprète le frère de Shahrukh Khan. 
En 2011 Jimmy Shergill apparaît dans  Tanu Weds Manu (Anand L. Rai), comédie romantique à succès puis dans Game d'Abhinay Deo aux côtés d'Abhishek Bachchan qui est un échec au box-office suivi de Saheb Biwi Aur Gangster qui est encensé par la critique. En septembre 2011 Jimmy Shergill commence le tournage du film de Vikram Bhatt, Dangerous Ishq 3D  avec de Karisma Kapoor et Rajneesh Duggal, échec public et critique.
En 2013, il tourne dans Special 26 de Neeraj Pandey avec Akshay Kumar dans lequel il interprète un policier teigneux, le film est, une nouvelle fois, l'un des plus grands succès au box-office de l'année.
Outre son activité à Bollywood, Jimmy Shergill tourne également dans des films punjabi tels Mannat, Yaaran Naal Baharan, Tera Mera Ki Rishta, Munde U.K. De, Mel Karade Rabba ou encore Dharti, qui connaissent un certain succès.

## Filmographie

### Cinéma
- Maachis (1996) (Jaimal 'Jimmy')
- Jahan Tum Le Chalo (1999)
- Mohabbatein (2000) (Karan Choudhry)
- Yeh Zindagi Ka Safar (2001) (Jay Bharadwaj)
- Mere Yaar Ki Shaadi Hai (2002) (Rohit)
- Dil Hai Tumhaara (2002) (Samir)
- Kehtaa Hai Dil Baar Baar (2002) (Sunder Kapoor)
- Haasil (2003) (Aniruddha 'Ani' Sharma)
- Munna Bhai M.B.B.S. (2003) (Zaheer)
- Charas: A Joint Operation (2004) (Dev Anand)
- Agni Pankh (2004) (Siddharth Singh)
- Hum Tum (2004) (Mihir Vora)
- Yaaran Naal Baharaan (2005)
- Yahaan (2005) (Captain Aman)
- Tom, Dick, and Harry (2006) (Harry)
- Rehguzar (2006) (Rahul Khanna)
- Prateeksha (2006) (Dr. Kishen Lal)
- Umar (2006) (Shashank Dutt)
- Yun Hota Toh Kya Hota: What If...? (2006) (Hemant Punj)
- Bas Ek Pal (2006) (Rahul Kher)
- Lage Raho Munna Bhai (2006) (Victor D'Souza)
- Mannat (2006) (Capitaine Nihal Singh)
- Eklavya (2007) (Udaywardhan)
- Delhi Heights (2007) (Abi)
- Raqeeb (2007) (Sunny Anil Khanna)
- Victoria No. 203: Diamonds Are Forever (2007) (Jimmy Joseph)
- Chhodon Naa Yaar (2007) (Ravi)
- Dus Kahaniyaan (2007) (Kabir)
- Strangers (2007) (Rahul)
- Khaffa (2008) (Jay)
- Hastey Hastey Follow Your Heart! (2008) (Neel)
- A Wednesday! (2008) (Arif Khan)
- Mumbai Cutting (2009)
- A Flat (en) (2009)
- Crooked (2009)
- My Name Is Khan (2010) (Bilal Khan)
- Tanu Weds Manu (2011) (Raja)
- Game (2011) (Vikram Kapoor)
- Saheb Biwi Aur Gangster (2011) (Aditya Singh Partap)
- Dangerous Ishq (2012) (ACP Singh)
- Special 26 (2013) (Ranveer Singh)
- Bullett Raja (2013) (Rudra Tripathi)
- Bang Bang! (2014) (Colonel Viren Nandai)
- Uvaa (2015) (S.P Tejaveer Singh)
- The Brawler (2018) (Bhagwandas Mishra)
- Pati Patni Aur Woh (2019)
- Double XL (2022) (Atul Chhabra)
- Aazam (2023) (Javed)

### Télévision
- Choona tu nous le paieras (2023) (Avinash Shukla)

## Récompenses
V. Shantaram Awards : Meilleur acteur dans un second rôle - A Wednesday!